# 乌兹别克斯坦签证政策
前往乌兹别克斯坦的旅客，如非来自下述任一免签国，则必须前往乌兹别克斯坦驻外使领馆或线上办理签证。

## 签证政策一览图

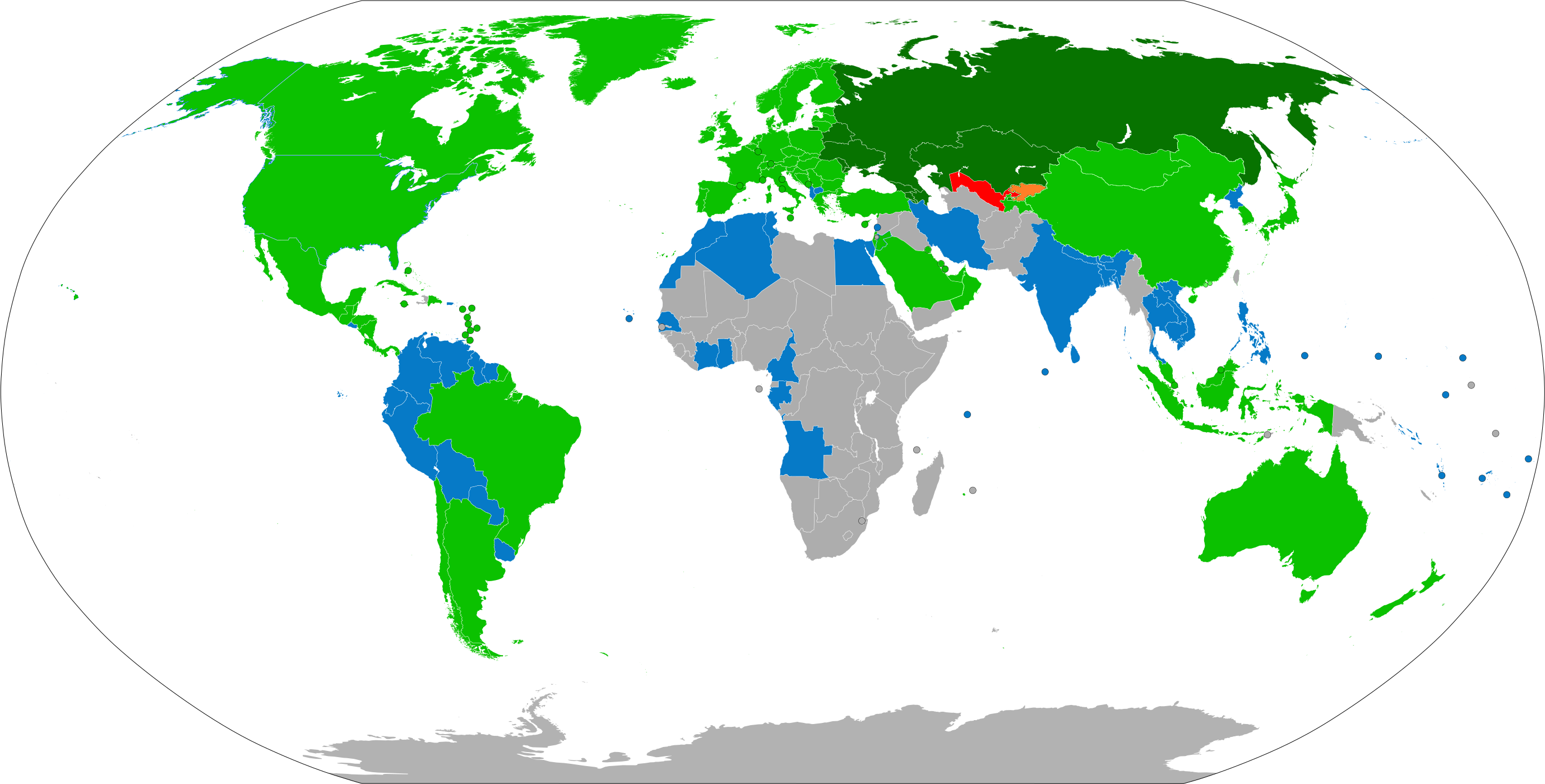
乌兹别克斯坦签证政策
乌兹别克斯坦
免签证 (90天)
免签证 (60天, 可以用身份证入境)
免签证 (30天)
免签证 (10天)
电子签证 (30天)
需要提前办理签证

## 免签证政策
来自以下国家和地区的公民前往乌兹别克斯坦无需办理签证：
| - 亞美尼亞 - 白俄羅斯 | - 摩尔多瓦 - 俄羅斯 - 乌克兰 |  |

|  |  |

| - 全体欧盟成员国公民 - 安道尔 - 安地卡及巴布達 - 阿根廷 - 巴哈马 - 巴西 - 中国大陆 - 加拿大 - 智利 - 古巴 - 多米尼克 | - 薩爾瓦多 - 格瑞那達 - 冰島 - 印度尼西亞 - 以色列 - 牙买加 - 日本 - 列支敦斯登 - 马来西亚 - 墨西哥 - 摩納哥 - 蒙古国 - 蒙特內哥羅 - 新西兰 - 尼加拉瓜 | - 挪威 - 巴拿马 - 圣基茨和尼维斯 - 圣卢西亚 - 圣马力诺 - 塞爾維亞 - 新加坡 - 瑞士 - 千里達及托巴哥 - 土耳其 - 阿联酋 - 英国 - 梵蒂冈 |  |

| - 香港 - 澳門 | - 巴林 - 科威特 - 阿曼 |  |

  — 来自达绍古兹州和列巴普州居民可免签证前往花拉子模州和布哈拉州，卡拉卡尔帕克斯坦自治共和国阿姆河区、霍杰伊利区、舒马奈区和昆格勒区、塔希阿托什市，卡什卡达里亚州德赫卡纳巴德区、古佐尔区、尼尚区和米里什科尔区，苏尔汉河州谢罗博德区和穆兹拉博特区，并在任意一个月内停留3天。在开斋节和古尔邦节期间可在一个月内入境两次，但不得超过7天。
免签证政策同样适用于巴西、中国、爱沙尼亚、匈牙利、印度（60日）、科威特、波兰、韩国（60日）、塔吉克斯坦、土耳其、阿联酋（90日）和越南的外交护照持有者以及拉脱维亚、罗马尼亚和斯洛伐克的外交和公务护照持有者。
美军以及美国国防部文职人员持军人或政府ID及命令副本可免签入境。

## 落地签证
持有乌兹别克斯坦外交部签发的签证确认函，可在塔什干国际机场办理落地签证。

## 电子签证

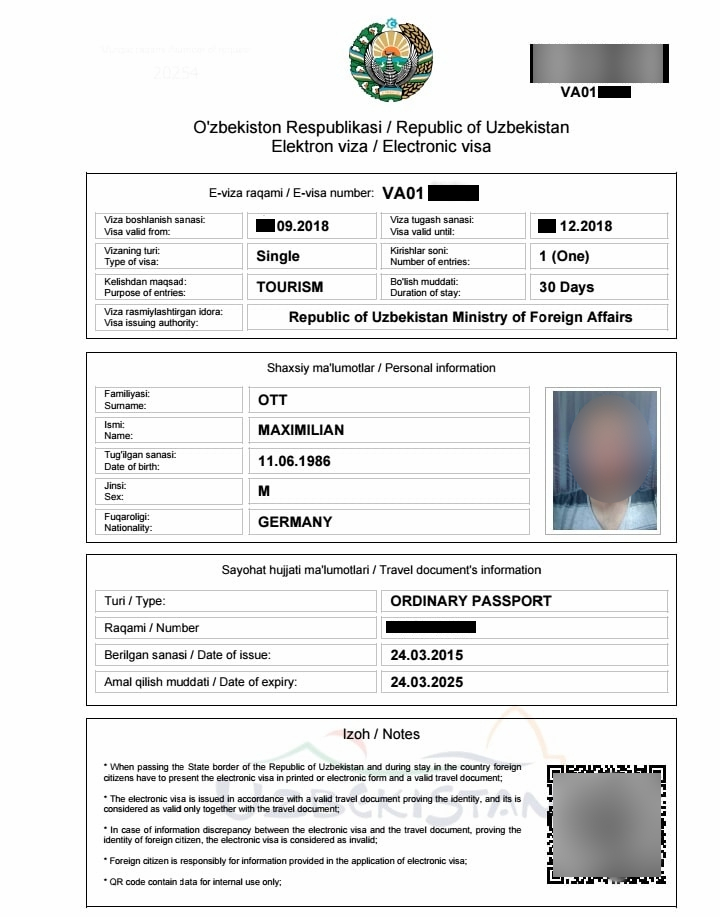
乌兹别克斯坦电子签证样本

2018年7月15日，乌兹别克斯坦引进有效期30日的电子签证系统。单次或多次入境签证的有效期为30日。电子签证的申请费为20美元。旅客必须在启程前至少提前3天申请电子签证。
电子签证适用于以下国家的公民：
| - 阿尔巴尼亚 - 阿尔及利亚 - 安哥拉 - 不丹 - 玻利维亚 - 柬埔寨 - 喀麦隆 - 中國 - 哥伦比亚 - 埃及 - 薩爾瓦多 - 斐济 - 加彭 | - 印度 - 伊朗 - 约旦 - 黎巴嫩 - 馬爾地夫 - 马绍尔群岛 - 密克羅尼西亞聯邦 - 摩洛哥 - 瑙鲁 - 尼泊尔 - 北馬其頓 - 帛琉 - 巴拉圭 - 秘魯 - 菲律賓 | - 萨摩亚 - 沙烏地阿拉伯 - 塞内加尔 - 塞舌尔 - 所罗门群岛 - 南非 - 斯里蘭卡 - 苏里南 - 泰國 - 突尼西亞 - 美国 - 乌拉圭 - 委內瑞拉 - 越南 |  |

## 转机免签证
来自以下国家和地区的公民在乌兹别克斯坦的国际机场转机可无需签证停留5日。根据国际民航组织提供的信息，在离境时必须乘坐乌兹别克斯坦航空的航班。
| - 阿尔巴尼亚 - 阿尔及利亚 - 不丹 - 哥伦比亚 - 多米尼克 - 赤道几内亚 - 斐济 - 加彭 - 印度 - 黎巴嫩 - 馬爾地夫 - 模里西斯 - 摩洛哥 - 瑙鲁 | - 北馬其頓 - 帛琉 - 秘魯 - 菲律賓 - 沙烏地阿拉伯 - 塞舌尔 - 南非 - 斯里蘭卡 - 苏里南 - 泰國 - 突尼西亞 - 美国 - 乌拉圭 - 越南 - 委內瑞拉 |  |

所有国家的公民无需邀请信或旅游凭证，都可获得最长72小时的过境签证。